# Metropolie Oulu
Metropolie Oulu je jedna z metropolií Finské pravoslavné církve.

## Historie a současnost
Historicky bylo území současné eparchie součástí novgorodské eparchie Ruské pravoslavné církve.
Dne 1. ledna 1980 došlo ke zřízení samostatné metropolie.
V současné době má čtyři farnosti.